# Második Hardy–Littlewood-sejtés
A matematika, azon belül a számelmélet területén a második Hardy–Littlewood-sejtés az intervallumokban található prímszámok darabszámával foglalkozik. A sejtés szerint
π(x + y) ≤ π(x) + π(y)
minden x, y ≥ 2 értékre, ahol π(x) a prímszámláló függvényt jelöli, ami megadja az x-nél nem nagyobb prímek számát.
Ez azt jelentené, hogy az x + 1 és x + y közötti prímek száma minden esetben kisebb vagy egyenlő mint az 1 és y közötti prímek száma. Ez bizonyítottan inkonzisztens a prím n-esekkel foglalkozó első Hardy–Littlewood-sejtéssel, aminek az első „hibája” valószínűleg csak nagyon nagy x-eknél jelentkezik. Például egy 447 prímszámból álló, ún. elfogadható n-es  (vagy prímkonstelláció) y = 3159 egész szám intervallumában található meg, míg π(3159) = 446. Ha az első Hardy–Littlewood-sejtés igaznak bizonyul, akkor az első ilyen n-es létezésére olyan x-eknél számítunk, melyek nagyobbak 1,5 × 10174-nél, de kisebbek 2,2 × 101198-nál.